# Късноримска армия
В съвременната наука под период на късноримската армия се разбира периодът, започващ с възкачването на Император Диоклециан през 284 г., и завършващ през 476 г. със свалянето на Ромул Августул. Този период приблизително съвпада с периода на Домината. След 395 г. и до 476 г., армията на Западната Римска империя прогресивно намалява, докато армията на Източната Римска Империя, известна като Източноримска армия (или като ранно-Византийска армия), остава непроменена като численост и организация чак до времето на Юстиниан I (упр. 527 – 565 г.).
Имперската Римска армия на Принципата (27 г. пр. Хр. – 235 г.) претърпява съществена реорганизация в резултат на събитията от бурния 3 век. За разлика от армията по времето на Принципата, армията от 4 век е зависима от военната повинност (превръща се в наборна армия), като на войниците се плаща много по-малко, отколкото през 2 век. Войниците с варварски произход, родени в земите извън Империята, са представлявали много по-голяма част от Късноримската армия, отколкото от армията през 1 и 2 век, но няма свидетелства това да се е отразило на нейната ефективност.
За разлика от добре документираната численост на армията през 2 век, оценките на учените за числеността на армията през 4 век, според разпокъсаните сведения, варират в широки граници : от 400 000 до над един милион общо. Т.е. от приблизително същата численост, като на армията през 2 и 3 век, до 2 – 3 пъти по-голяма.
По време на Тетрархията, военното командване за пръв път е отделено от административното, за разлика от периода на Принципата, когато губернаторите на провинциите са и главнокомандващи на всички военни части, разположени в тяхната провинция.
Основната промяна в организацията спрямо армията от 2 век е създаването на големи Имперски армии (съпровождащи императора части – comitatus praesentales), състоящи се обикновено от 20 000 – 30 000 елитни палатини. Тези части са били базирани близо да имперските столици (Константинопол на изток и Милано на запад), далеч от имперските граници. Основна функция на тези части била да възпрепятства узурпирането на властта, и те обикновено са участвали във военни кампании под прякото предводителството на техните императори. Римските легиони били разделени на по-малки (по-малобройни) части, съпоставими по размер с частите на Помощните войски по времето на Принципата. Пехотата възприема въоръжение, подобно на това на кавалерията при Принципата.
Ролята на кавалерията в късноримската армия изглежда не е била съществено увеличена в сравнение с ролята ѝ при Принципата. Има свидетелства, че кавалерията е запазила броя си като пропорция спрямо общата численост на армията в същия размер, като през 2 век, и така тактическата ѝ роля и престиж остават същите. Все пак, структурата на Късноримската кавалерия е обогатена с голям брой специализирани части, такива като супер-тежка кавалерия (Катафракти и clibanarii, а също и конници-стрелци. През късния 4 век кавалерията се сдобива с репутация на некомпетентна и страхлива, във връзка с ролята, изиграла в три големи сражения. За контраст, пехотата запазва традиционно превъзходната си репутация.
През 3 и 4 век много гранични крепости са разширени и укрепени, за да станат по-отбраняеми, като са изградени и много нови с по-силна защита. Интерпретацията на тези факти подхранва продължаващия спор дали армията е възприела стратегия за „защита в дълбочина“ или продължава със стратегията за „активна защита“, както през ранния Принципат. Много елементи от защитната доктрина на Късноримската армия са сходни с елементите на „активната защита“, като например изнасянето напред на фортовете; честите презгранични операции; външните (погранични) буферни зони от съюзни варварски племена. Каквато и да е била защитната стратегия, очевидно тя е била по-малко успешна в предотвратяването на варварските нашествия, в сравнение с 1 и 2 век. Това може да е резултат от по-засиления варварски натиск, и/или от практиката големи части от най-добрите войници да бъдат държани във вътрешността, лишавайки по този начин границите от адекватна защита.